# Patos de Minas
Patos de Minas é um município brasileiro do estado de Minas Gerais, região sudeste do país. Localiza-se a uma latitude de aproximadamente 18°34'44" sul e a uma longitude de 46°31'04" oeste, estando a uma altitude de 832 metros.
De acordo com o censo de 2022, o município possuía naquele ano uma população de 159 434 habitantes, uma densidade demográfica de 49,91 habitantes por quilômetro quadrado, e uma área de 3 190,456 km². Está situado na Mesorregião do Triângulo Mineiro e Alto Paranaíba, distando 415 quilômetros da capital Belo Horizonte.
Sua economia é fundamentada nas atividades de agricultura, pecuária e mineração, representando o 22.º maior PIB de Minas Gerais em 2020.

## Topônimo
O nome Patos é uma referência à grande quantidade destas aves que habitavam as várias lagoas da região. A primeira fazenda instalada no local, Os Patos, em meados do século XIX, já fazia esta referência.
Em 1828, o povoado construído ao redor da igreja foi batizado de Santo Antônio da Beira do Rio Paranaíba, nome que mudou para Santo Antônio dos Patos da Beira do Rio Paranaíba em 1842, quando a cidade se tornou um distrito de Patrocínio.
Em 1866, a vila se tornou independente, a referência às aves continuou, sendo batizada de Santo Antônio dos Patos, nome que foi simplificado apenas para Patos em 1892, quando foi elevada à condição de município.
Em 1944, o governo do estado de Minas Gerais mudou o nome da cidade para Guaratinga, provocando insatisfação na população. Atendendo aos apelos populares, em 3 de junho de 1945, o município é finalmente batizado de Patos de Minas, para distingui-lo de Patos, no estado da Paraíba, mais antigo.
| 1826     | 1828                                    | 1842                                              | 1866                    | 1892   | 1944       | 1945           |
| -------- | --------------------------------------- | ------------------------------------------------- | ----------------------- | ------ | ---------- | -------------- |
| Os Patos | Santo Antônio da Beira do Rio Paranaíba | Santo Antônio dos Patos da Beira do Rio Paranaíba | Santo Antônio dos Patos | Patos  | Guaratinga | Patos de Minas |
| Fazenda  | Povoado                                 | Distrito                                          | Vila                    | Cidade | Cidade     | Cidade         |

## História

### Pré-história
Segundo estudos arqueológicos realizados na região central do Brasil, os primeiros seres humanos a ocuparem a região onde hoje é o município de Patos de Minas foram os indígenas da tradição Aratu/Sapucaí, que ocuparam grande parte de Minas Gerais, Goiás e Mato Grosso.
Numerosos e organizados em grandes vilas, os Aratu/Sapucaí acumularam bastantes recursos. Por essa razão, suas terras eram ambicionadas por outros grupos. Contudo, sua grande habilidade militar impediu a penetração de outros grupos. Suas aldeias tinham a capacidade de se fixar por bastante tempo e, quando necessário, mudar de lugar.
Uma urna funerária desse povo, fabricada de cerâmica, foi encontrada em 1999 na Fazenda de Contendas, distrito de Santana de Patos. Datada de 3 mil anos antes do presente, (ou seja, cerca de 1000 a.C.), ela é o registro mais antigo da presença humana na região, estando exposta no Museu da Cidade de Patos de Minas.

### Século XVII
Duas histórias dão conta do início da povoação pelo homem branco na localidade hoje chamada Patos de Minas. Em uma delas, a povoação teria acontecido por conta de uma grande lagoa, existente até hoje na cidade, localizada a 3 km do Rio Paranaíba. Essa lagoa, fartamente povoada por patos serviria de abrigo a tropeiros que desbravavam o interior do país no século XVIII. Com o passar do tempo, alguns começaram a construir ranchos, e, posteriormente, pequenas casas, iniciando a ocupação definitiva do espaço.
Na região, passava a Picada dos Aragões, uma variante da Picada de Goiás, que partia de Guarda dos Ferreiros. Uma bandeira comandada por Lourenço Castanho Taques, em 1670, é a primeira cuja passagem no município se tem notícia. O grupo passou pelas regiões de mineração de Paracatu rumo ao município de Buritis.
A outra versão para a fundação da cidade é de que negros fugidos das regiões de mineração de Paracatu e Goiás teriam estabelecido quilombos na região, e que, frequentemente, entravam em confronto com capitães do mato que os tentavam capturar.

### Século XVIII

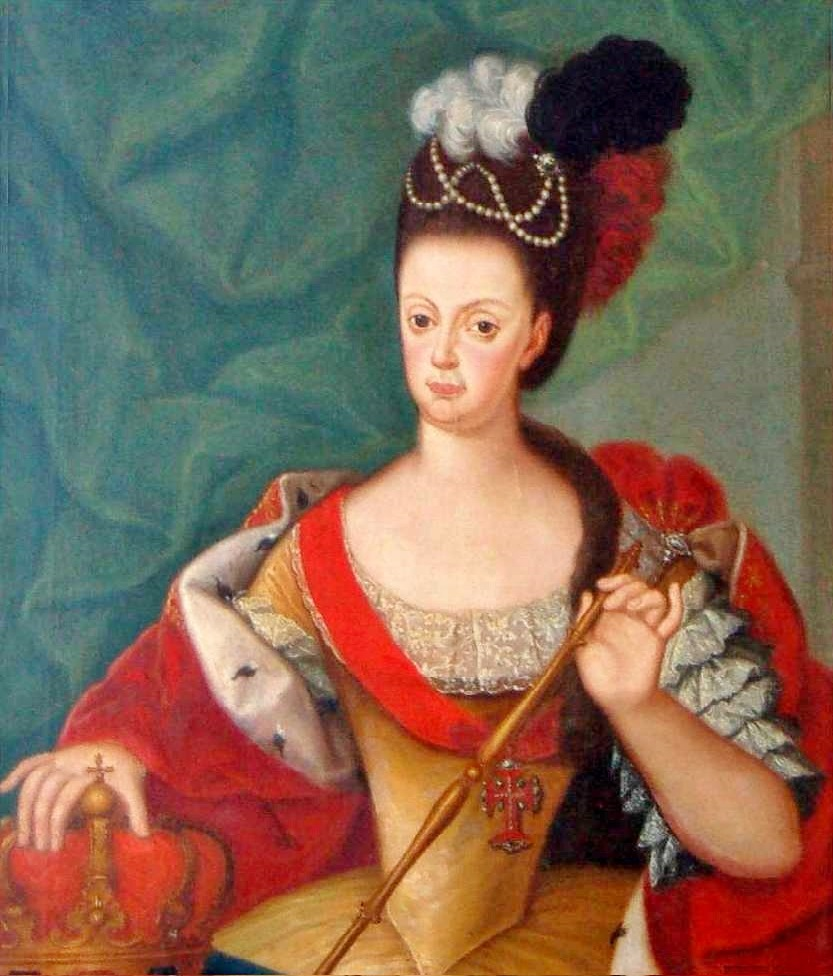
Retrato de D. Maria I, soberana portuguesa que doou as primeiras terras de Patos de Minas

Por ser constante abrigo de escravos fugidos, D. Maria I, a então soberana de Portugal (o Brasil era uma colônia portuguesa), doou parte das terras, então devolutas, a Manoel Afonso Pereira, em sesmaria datada de 29 de maio de 1770.
| “ | Manoel Afonso Pereira, homem viandante do caminho do Rio de Janeiro, uma faixa de terra nos sertões das margens do rio chamado Paranaíba, terra de campos e matas devolutas servindo as mesmas de asilo aos negros fugidos dos moradores de Paracatu e Goiás | ” |
|   | — trecho da sesmaria de D. Maria I doando terras de onde hoje é Patos de Minas. |   |

O documento seguinte que trata da história do município é a célebre carta da então Câmara Municipal de Tamanduá (hoje município de Itapecerica), que versa sobre as divisas entre os estados de Minas Gerais e Goiás. Destinada a D. Maria I, a carta conta que, nas localidades de Aragão, Onça e Babilônia, povoadas por Manoel Afonso Pereira de Araújo, depois de matarem dois escravos, roubaram-lhe mais de 6 mil cruzados, além de ouro em pó.
Escrita 26 anos depois da sesmaria, acredita-se que a carta faça referência à mesma pessoa, já que as comunidades de Onça e Aragão ainda existem no município, e Babilônia deu origem à cidade vizinha de Lagoa Formosa. Não se tem notícia, contudo, do que teria acontecido com Manoel Afonso Pereira, já que não há qualquer menção a ele em documento posterior. Acredita-se que ele teria morrido sem deixar herdeiros, ou deixado a região.

### Século XIX

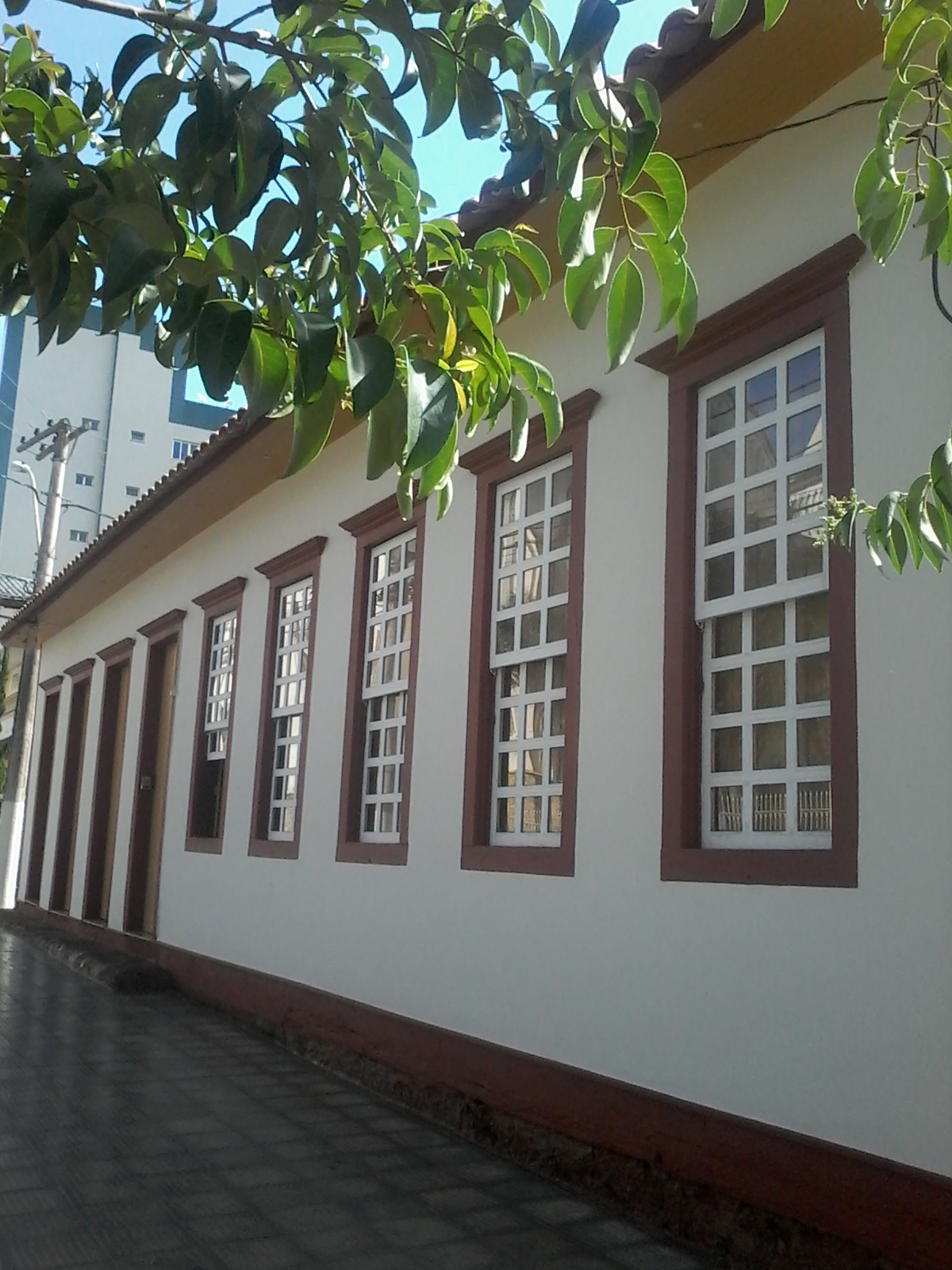
Casarão erguido no final do século XIX, um dos remanescentes da fundação da cidade de Patos de Minas

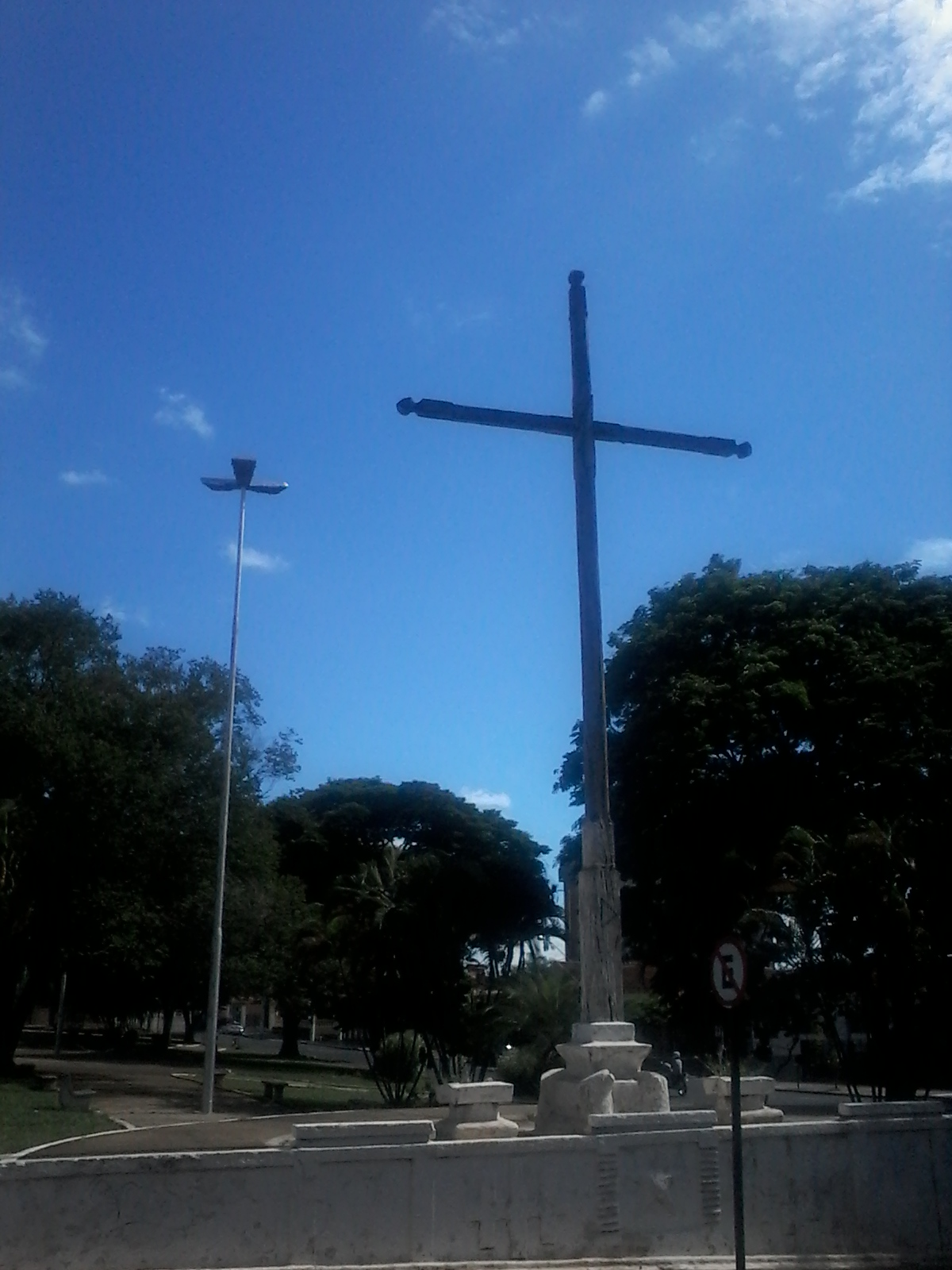
Cruzeiro na praça Dom Eduardo em frente ao local onde foi instalada a primeira igreja do município, no século XIX

No século XIX, a região abrigava uma fazenda denominada Os Patos, de propriedade do casal Antônio da Silva Guerra e Luíza Corrêa de Andrade. Uma escritura particular datada de 19 de julho de 1826 transfere parte da fazenda para a construção de uma igreja dedicada a Santo Antônio e uma vila ao seu redor.
| “ | ...uma gleba de terras de cultura e campos na fazenda denominada "Os Patos" ao glorioso Santo Antônio, a fim de se lhe edificar um templo e também para cômodos dos povos... | ” |
|   | — trecho da escritura que permite a criação da igreja e vila que originaram a cidade.                                                                                        |   |

O padre José de Brito Freire e Vasconcelos mudou-se para o lugar, tornando-se o primeiro vigário local, entre 1831 a 1839, ano em que foi construída a primeira capela, dedicada a Santo Antônio. Atualmente demolida, localizava-se onde se encontra hoje o Memorial do Centenário de Patos de Minas, na Praça Dom Eduardo. Sediou a primeira paróquia, criada através da Lei Provincial nº 472 de 31 de maio de 1850. Com a paróquia, a região, pertencente a Patrocínio, adquiriu direitos, como o de uma sessão eleitoral e de eleger um representante junto a Câmara Municipal de Patrocínio.
Oito anos antes, a Vila de Patrocínio foi elevada à condição de município, tornando a localidade de Santo Antônio dos Patos da Beira do Rio Paranaíba um distrito do novo município.
Em 1856, os moradores da vila realizaram um abaixo-assinado pedindo ao Governo de Minas a emancipação política da cidade. A vila, contudo, só se tornou independente do município de Patrocínio através da Lei Provincial nº 1291, de 30 de outubro de 1866, denominando-se Vila de Santo Antônio dos Patos. A lei foi assinada pelo então vice-governador em exercício Cônego Joaquim José de Santana.
Não era interesse, contudo, de Patrocínio, a emancipação de seu distrito. Assim, a instalação só aconteceu quase dois anos depois, em 29 de fevereiro de 1868, após a posse da primeira Câmara Municipal, eleita em 8 de dezembro de 1867. A instalação marcaria a desvinculação definitiva de Patrocínio.
Em 1874, a Vila de Santo Antônio dos Patos era formada basicamente pelos largos da Matriz (atual Praça dom Eduardo), do Rosário (na altura de onde é a Rádio Clube de Patos, que dispunha de uma igreja dedicada a Nossa Senhora do Rosário), do Caixeta (próximo à Cadeia), Municipal (atual praça Juquinha Caixeta) e Antônio Dias; pelas ruas Teófilo Otoni, 7 de setembro, da Cruz (hoje Santa Cruz), da Lagoa (hoje João da Rocha Filgueira), Tiradentes (a mais antiga rua da cidade), Independência, General Osório, 1 de Março (atual Tenente Bino) e 7 de Abril (atual Afonso Pena), além de diversos becos, todos inexistentes na configuração urbanística atual, entre eles o Beco do Fogo, que deu origem à Rua Major Gote, atualmente a principal da cidade.
A Lei Estadual nº 2, de 14 de setembro de 1891, confirmou a elevação à categoria de vila, que incluía terras do que anteriormente eram os municípios de Patrocínio, Paracatu e São Francisco das Chagas de Campo Grande (atual Rio Paranaíba).
De acordo com a Lei Estadual nº 23, de 24 de maio de 1892, a vila independente foi elevada à condição de município, tendo seu nome simplificado como Cidade de Patos. A lei, de autoria do representante patense na Assembleia Provincial Olegário Maciel, foi assinada pelo então presidente do estado Eduardo Ernesto da Gama Cerqueira.

### Século XX

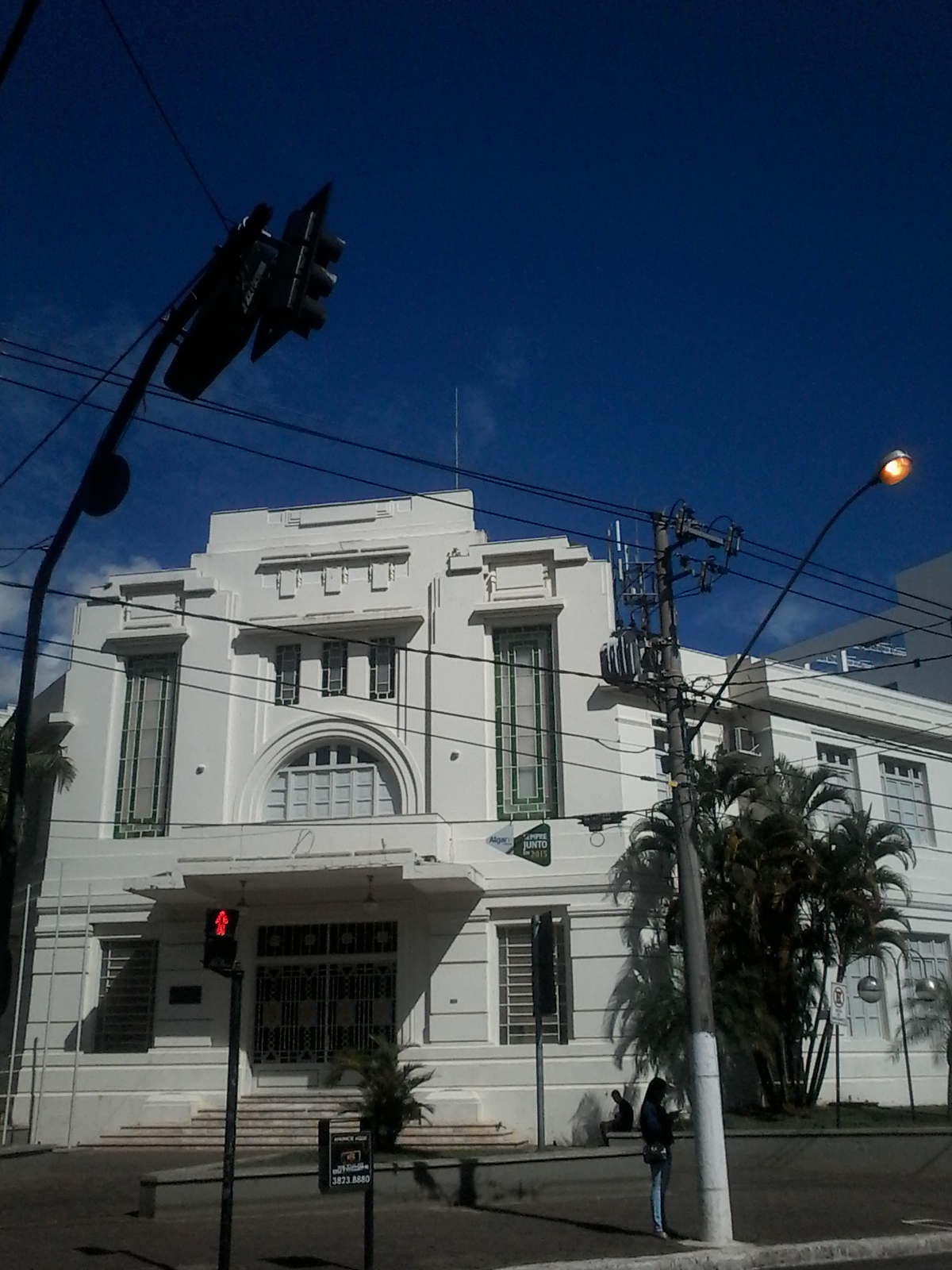
Edifício Art Déco do Fórum Olympio Borges, erguido na década de 1930

O primeiro ciclo de desenvolvimento do município aconteceu na década de 1930 do século XX, quando um morador da cidade, Olegário Maciel, tornou-se presidente do estado de Minas Gerais, então denominação dos governadores de estado. Neste período, foi construída a Escola Normal Oficial de Patos de Minas (hoje, Escola Estadual Professor Antônio Dias Maciel), o Hospital Regional Antônio Dias Maciel, o Fórum "Olympio Borges" e o grupo escolar (hoje Escola Estadual) Marcolino de Barros, estruturas que ampliaram a influência da cidade na região.
O primeiro registro topográfico da cidade foi realizado por volta de 1935. Nele a maioria das ruas atuais do Centro já existia, porém com outras denominações. As duas principais, Avenida Getúlio Vargas e Rua Major Gote, eram denominadas Avenida Municipal e Rua Desembargador Frederico, respectivamente. O bairro Lagoa Grande era então denominado Bairro da Chapada.
Nos anos 1950, com o forte desenvolvimento da agricultura, aconteceu o segundo ciclo de desenvolvimento da região, com forte crescimento populacional, fruto do surto migratório para o município. No contexto da Revolução Verde, o agrônomo Antônio Secundino de São José instalou na cidade a base para o uso das primeiras sementes de milho híbrido do país, que possibilitaram, pela primeira vez, o desenvolvimento da produção em larga escala.
A cultura do milho tornou a cidade nacionalmente conhecida e levou à criação da Festa do Milho, até hoje principal atividade cultural da região. O decreto 56.286, de 17 de maio de 1965, transformou a comemoração local em Festa Nacional do Milho, incluindo-a no calendário oficial do Brasil, além de transformar o dia 24 de maio, aniversário da cidade, em Dia Nacional do Milho.[carece de fontes?] A Lei 13101, de 27 de janeiro de 2015, reedita e atualiza o decreto de 1965.

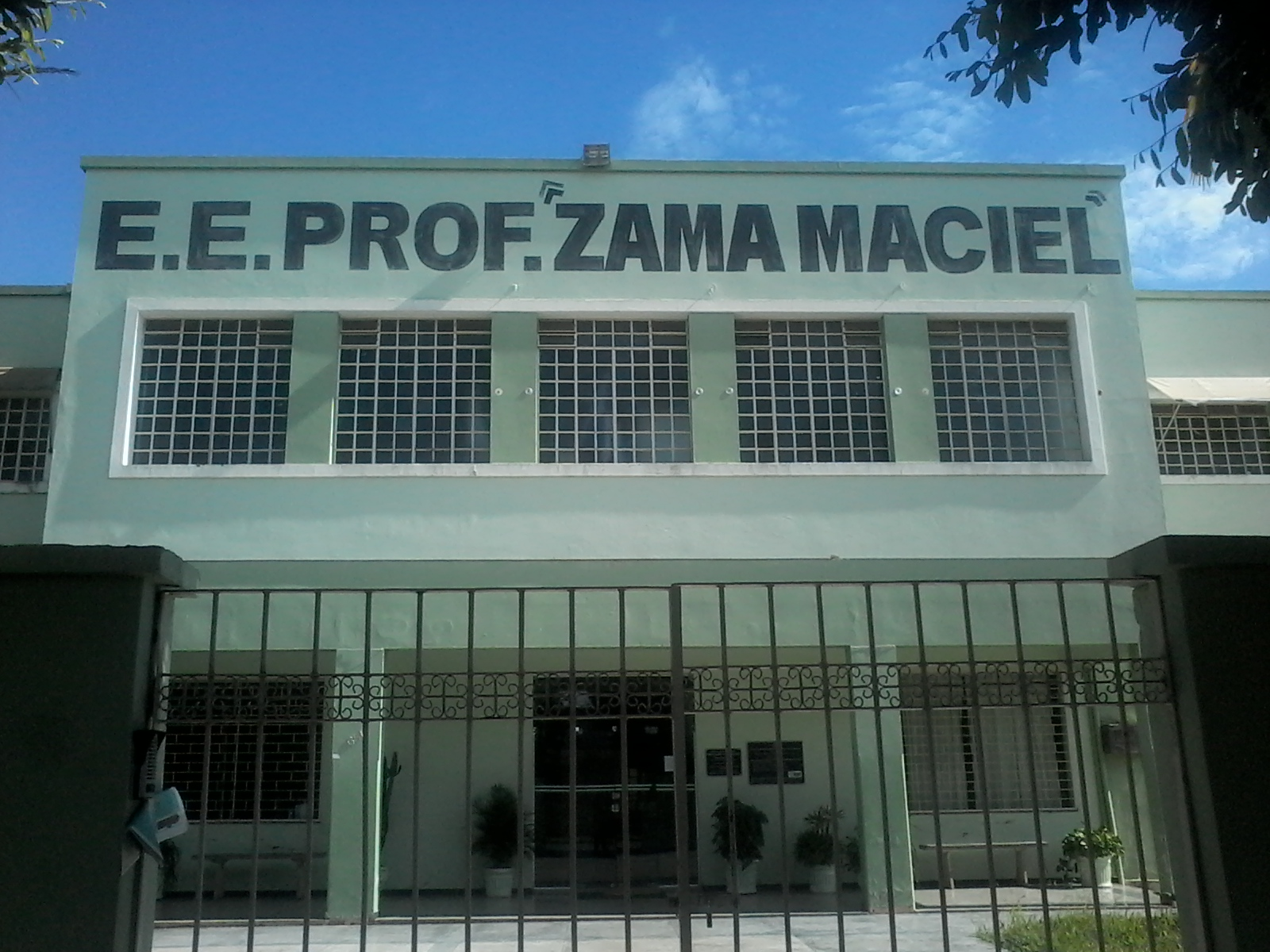
Escola Estadual Professor Zama Maciel, popularmente conhecida como Colégio Estadual, em Patos de Minas

Os anos 1960 marcaram a estagnação econômica do município, em grande medida, pela fundação da nova capital do país, Brasília, para onde grande parte da população patense se mudou, e onde ainda hoje existe uma grande colônia de pessoas originárias de Patos de Minas. Apesar disso, algumas importantes melhorias no município foram feitas nesta época, como a criação da subsidiária da Cemig, fundação da Escola Estadual Professor Zama Maciel e do primeiro curso superior da cidade, na Fundação Educacional de Patos de Minas (Fepam).
Nos anos 1970, foi descoberta, na comunidade de Serrinha, a maior jazida de fosfato sedimentar das Américas, o que deu novo impulso à economia local. Na ocasião a cidade recebeu, pela primeira vez, um presidente da república, o General Ernesto Geisel, em 1974.
No mesmo período, a cidade recebeu a Colônia Gaúcha, grupo de agricultores provenientes do Rio Grande do Sul que promoveram a colonização agrícola das terras do cerrado.
Nos anos 1990, foi iniciada a industrialização do município, com a criação da filial da CICA, maior processadora de tomates da América Latina. A empresa chegou a responder sozinha por 30% do ICMS arrecadado na cidade, permanecendo em Patos de Minas por cerca de dez anos, quando mudou-se para o estado de Goiás. Também instalou-se, na mesma época em Patos, uma fábrica da Coca-Cola, hoje também desativada.

### Século XXI
O século XXI vem sendo marcado pela retomada do processo de industrialização de Patos de Minas. Em 1999, instalou-se na cidade uma fábrica da Cemil, produtora de derivados de leite. Em 2003, foi fundado na cidade o Suinco, segundo maior frigorífico suíno de Minas Gerais, e em 2013, a Predilecta assumiu a antiga fábrica desativada da CICA, produzindo tomate, milho, batata e ervilha em conserva.
Em 2010, começaram os trabalhos de exploração de gás natural no município, o que dará novo fôlego à mineração local. A expectativa é que, a partir de 2016, a cidade esteja produzindo gás comercialmente.

## Geografia

### Relevo
O município está situado no Planalto Central, portanto seu relevo é caracterizado por grandes extensões altas e planas entrecortadas por serras e vales. A topografia do terreno está dividida em 5% de área plana, 90% ondulada e 5% de área montanhosa. O ponto mais alto de Patos de Minas está localizado na Serra do Pântano, na divisa com Coromandel. O mais baixo, a 750 metros, na foz do Rio Paranaíba, no extremo noroeste. A altitude média do município é de 900 metros. A altitude no ponto central da cidade é de 833,84 metros.
O conjunto de serras mais importantes do município é o Espigão Mestre, que funciona como divisor de águas das bacias hidrográficas do São Francisco e do Paraná. Na região ele assume a denominação de Mata da Corda, onde se destacam as serras dos Magalhães, Grande, de Santa Maria e do Leal.
Além destas, também estão entre as mais importantes do município as serras do Baú, do Barbosa, da Paciência, do Mamão e do Pião.

### Hidrografia
Bacia do Paraná

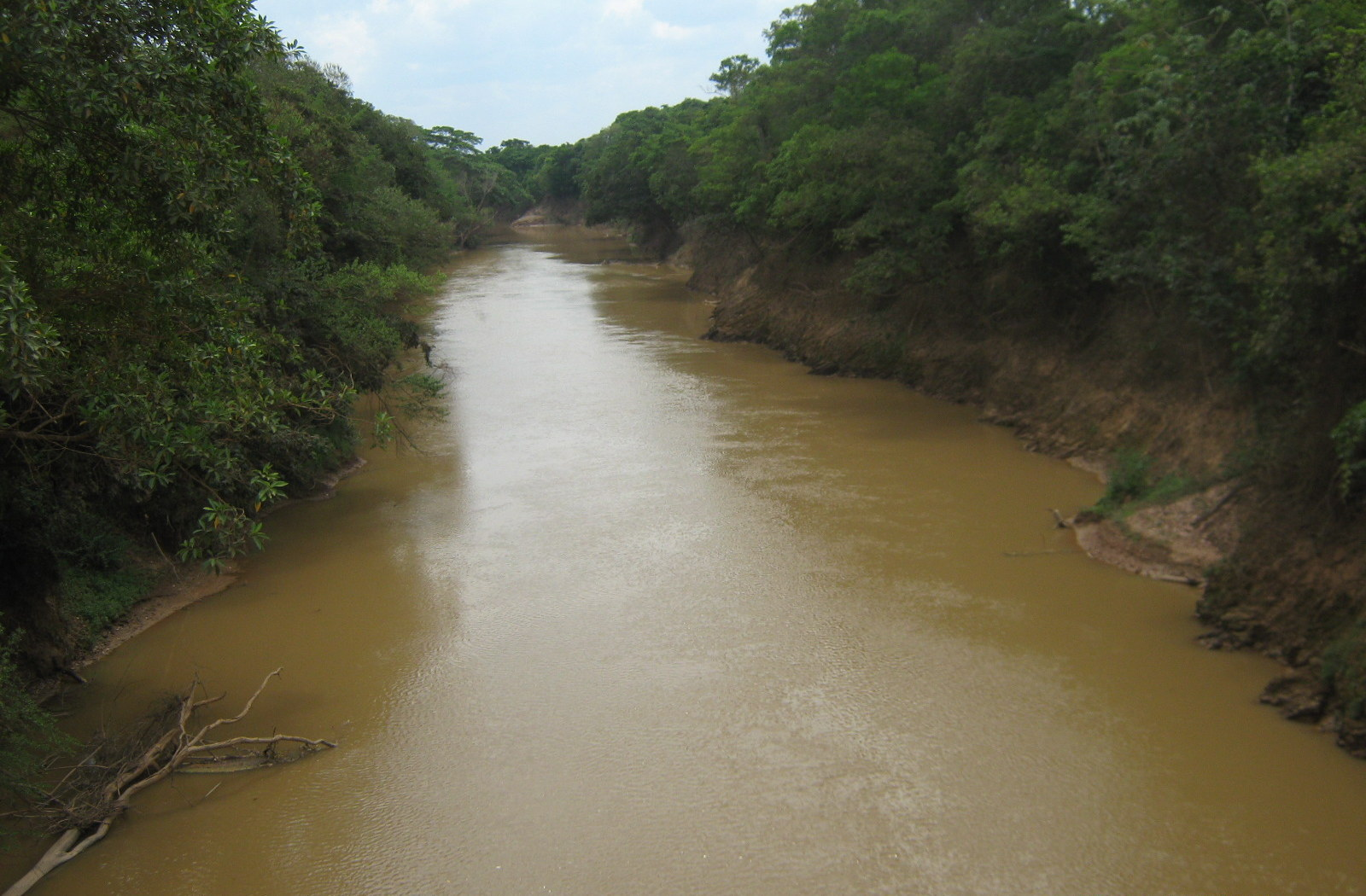
Rio Paranaíba, na divisa entre os municípios de Patos de Minas e Lagamar.

A porção centro oeste, que inclui o distrito-sede de Patos de Minas, Pilar e Santana de Patos, pertence à Bacia do Paranaíba, parte integrante da Bacia do Paraná.
Desta bacia fazem parte o Ribeirão de Santo Antônio das Minas Vermelhas, na região norte do município, o Córrego Rico, que passa por região com grande concentração de atividades agropecuárias, e o Rio Paranaíba, principal formador do Rio Paraná. O Paranaíba nasce na serra da Mata da Corda, município de Rio Paranaíba. Tem aproximadamente 1.070 km de curso até a confluência com o Rio Grande, onde passam a formar o Rio Paraná, no ponto que marca o encontro entre os estados de São Paulo, Minas Gerais e Mato Grosso do Sul.
Em Patos de Minas o Rio Paranaíba, que corta o município, é responsável pelo abastecimento urbano, recebendo como afluentes o Ribeirão da Mata, o Ribeirão da Fábrica (também conhecido como Ribeirão do Monjolo), o Rio Espírito Santo, o Ribeirão das Contendas, o Ribeirão da Cota e o Ribeirão do Mata Burro.
O curso d'água é o responsável pelo abastecimento urbano de Patos de Minas, apesar disso se encontra bastante poluído, pelo lançamento do esgoto da cidade, e de municípios vizinhos como Carmo do Paranaíba e Lagoa Formosa. Uma estação de tratamento de esgoto se encontra em instalação em Patos de Minas para solucionar o problema ambiental.
A Bacia do Paranaíba, como um todo, tem grande importância para a indústria extrativista, já que serve para o beneficiamento de bens minerais, em especial nos municípios de Patos de Minas, Araxá e Uberlândia.
Bacia do São Francisco

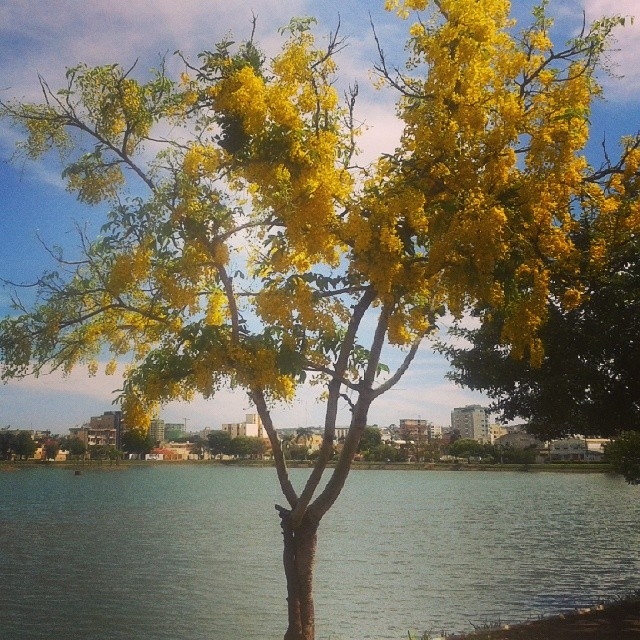
Lagoa Grande, em frente à Rodoviária de Patos de Minas.

A porção leste do município, onde estão localizados os distritos de Pindaíbas, Chumbo, Major Porto e Bom Sucesso de Patos, faz parte da Bacia do São Francisco. Nesta região estão localizados o Rio da Prata (que nasce na região da Colônia Agrícola, próximo a comunidade rural de Leal), o Córrego das Posses, o Rio Abaeté e o Ribeirão do Areado, o Ribeirão da Extrema e o Córrego Lajeado.
A Bacia do São Francisco é a terceira maior bacia hidrográfica do Brasil e abrange uma área de 2,3 bilhões de km² apenas em Minas Gerais. A cabeceira do Velho Chico, nome popular do rio, fica na Serra da Canastra, no Alto Paranaíba, e a foz, no oceano Oceano Atlântico, entre os estados de Sergipe e Alagoas.
Lagoas
A Lagoa dos Patos, de onde se originou o nome da cidade, está totalmente ocupada pelo solo urbano do centro da cidade. Sua antiga localização hoje é ocupada pelo pentágono formado pelas ruas Major Jerônimo, João da Rocha Filgueira, Padre Caldeira, Teófilo Otoni e pela Avenida Paracatu. Com seus limites reduzidos por conta de ações de aterramento e urbanização persistem na zona urbana a Lagoa Grande e a Lagoinha. Nas proximidades da cidade, se encontram a Lagoa Fria e a Lagoa do Patão.

### Clima
| Maiores acumulados de precipitação em 24 horas registrados em Patos de Minas por meses (INMET) | Maiores acumulados de precipitação em 24 horas registrados em Patos de Minas por meses (INMET) | Maiores acumulados de precipitação em 24 horas registrados em Patos de Minas por meses (INMET) | Maiores acumulados de precipitação em 24 horas registrados em Patos de Minas por meses (INMET) | Maiores acumulados de precipitação em 24 horas registrados em Patos de Minas por meses (INMET) | Maiores acumulados de precipitação em 24 horas registrados em Patos de Minas por meses (INMET) |
| Mês                                                                                            | Acumulado                                                                                      | Data                                                                                           | Mês                                                                                            | Acumulado                                                                                      | Data                                                                                           |
| ---------------------------------------------------------------------------------------------- | ---------------------------------------------------------------------------------------------- | ---------------------------------------------------------------------------------------------- | ---------------------------------------------------------------------------------------------- | ---------------------------------------------------------------------------------------------- | ---------------------------------------------------------------------------------------------- |
| Janeiro                                                                                        | 194,8 mm                                                                                       | 01/01/2011                                                                                     | Julho                                                                                          | 64,2 mm                                                                                        | 13/07/1972                                                                                     |
| Fevereiro                                                                                      | 129,6 mm                                                                                       | 03/02/1995                                                                                     | Agosto                                                                                         | 45,9 mm                                                                                        | 30/08/2001                                                                                     |
| Março                                                                                          | 110,2 mm                                                                                       | 27/03/1991                                                                                     | Setembro                                                                                       | 56,4 mm                                                                                        | 04/09/1968                                                                                     |
| Abril                                                                                          | 108,3 mm                                                                                       | 14/04/2014                                                                                     | Outubro                                                                                        | 119 mm                                                                                         | 29/10/1977                                                                                     |
| Maio                                                                                           | 63,2 mm                                                                                        | 02/05/2009                                                                                     | Novembro                                                                                       | 150,4 mm                                                                                       | 11/11/2009                                                                                     |
| Junho                                                                                          | 45 mm                                                                                          | 06/06/2012                                                                                     | Dezembro                                                                                       | 172,4 mm                                                                                       | 15/12/2005                                                                                     |
| Período: 01/01/1961 a 31/12/1984, 01/01/1986 a 31/12/1986 e 01/01/1991 a 31/05/2018            |                                                                                                |                                                                                                |                                                                                                |                                                                                                |                                                                                                |

O clima da cidade é o tropical de altitude, com temperatura média anual é de 21,5 °C. Média máxima anual de 28 °C e média mínima anual é de 16,5 °C. O período onde são registradas as mais altas temperaturas é compreendido entre setembro e março. Por outro lado, entre maio e agosto são registradas as menores médias térmicas. O índice pluviométrico é superior a 1 400 milímetros (mm). O período de maior pluviosidade ocorre entre outubro e abril. Os ventos são, em geral, fracos, e sua maior força ocorre em agosto.
Segundo dados do Instituto Nacional de Meteorologia (INMET), referentes ao período de 1961 a 1984, 1986 e de 1991 a 2018, a menor temperatura registrada em Patos de Minas foi de 1,9 °C em 1° de junho de 1979, e a maior atingiu 37,9 °C em 22 de outubro de 2015. O maior acumulado de precipitação em 24 horas foi de 194,8 mm em 1° de janeiro de 2011. Outros grandes acumulados foram 172,4 mm em 15 de dezembro de 2005, 150,4 mm em 11 de novembro de 2009, 150,2 mm em 13 de janeiro de 1978, 131,9 mm em 13 de dezembro de 1962, 129,6 mm em 3 de fevereiro de 1995, 119 mm em 29 de outubro de 1977, 111,8 mm nos dias 14 de novembro de 1969 e 2 de dezembro de 2010, 110,2 mm em 27 de março de 1991, 108,3 mm em 14 de abril de 2014, 108 mm em 2 de março de 1992 e 101 mm em 26 de dezembro de 1975. Dezembro de 1962, com 556 mm, seguido por dezembro de 2008 (516,2 mm) e janeiro de 1992 (515,7 mm).
| Dados climatológicos para Patos de Minas | Dados climatológicos para Patos de Minas | Dados climatológicos para Patos de Minas | Dados climatológicos para Patos de Minas | Dados climatológicos para Patos de Minas | Dados climatológicos para Patos de Minas | Dados climatológicos para Patos de Minas | Dados climatológicos para Patos de Minas | Dados climatológicos para Patos de Minas | Dados climatológicos para Patos de Minas | Dados climatológicos para Patos de Minas | Dados climatológicos para Patos de Minas | Dados climatológicos para Patos de Minas | Dados climatológicos para Patos de Minas |
| Mês | Jan                                      | Fev                                      | Mar                                      | Abr                                      | Mai                                      | Jun                                      | Jul                                      | Ago                                      | Set                                      | Out                                      | Nov                                      | Dez                                      | Ano                                      |
| --- | ---------------------------------------- | ---------------------------------------- | ---------------------------------------- | ---------------------------------------- | ---------------------------------------- | ---------------------------------------- | ---------------------------------------- | ---------------------------------------- | ---------------------------------------- | ---------------------------------------- | ---------------------------------------- | ---------------------------------------- | ---------------------------------------- |
| Temperatura máxima recorde (°C) | 34,9                                     | 34,5                                     | 33,9                                     | 32,5                                     | 32,9                                     | 30,3                                     | 31,9                                     | 35,1                                     | 37,1                                     | 37,9                                     | 35,7                                     | 36,5                                     | 37,9                                     |
| Temperatura máxima média (°C) | 28,5                                     | 29,2                                     | 28,7                                     | 28,5                                     | 27                                       | 26,3                                     | 26,6                                     | 28,5                                     | 29,8                                     | 30,2                                     | 28,6                                     | 28,1                                     | 28,3                                     |
| Temperatura média compensada (°C) | 22,5                                     | 22,8                                     | 22,4                                     | 21,7                                     | 19,8                                     | 18,7                                     | 18,9                                     | 20,7                                     | 22,4                                     | 23,3                                     | 22,5                                     | 22,3                                     | 21,5                                     |
| Temperatura mínima média (°C) | 18,6                                     | 18,4                                     | 18,3                                     | 16,9                                     | 14,4                                     | 12,9                                     | 13                                       | 14,4                                     | 16,5                                     | 18                                       | 18,4                                     | 18,6                                     | 16,5                                     |
| Temperatura mínima recorde (°C) | 13,3                                     | 14                                       | 12,9                                     | 10                                       | 4,7                                      | −1,2                                     | 1,9                                      | 4,5                                      | 9,6                                      | 11,7                                     | 11,7                                     | 14,1                                     | 1,9                                      |
| Precipitação (mm) | 287                                      | 187,2                                    | 209,8                                    | 62,5                                     | 32,1                                     | 10,6                                     | 2,9                                      | 12,1                                     | 43,6                                     | 94                                       | 210,6                                    | 311,8                                    | 1 464,2                                  |
| Dias com precipitação (≥ 1 mm) | 18                                       | 13                                       | 14                                       | 6                                        | 3                                        | 1                                        | 1                                        | 1                                        | 4                                        | 8                                        | 14                                       | 19                                       | 102                                      |
| Umidade relativa compensada (%) | 80,5                                     | 77,4                                     | 79,6                                     | 74,8                                     | 70,8                                     | 66                                       | 59,7                                     | 53                                       | 55,3                                     | 62,8                                     | 75,1                                     | 80,8                                     | 69,7                                     |
| Insolação (h) | 155,3                                    | 177,6                                    | 180,1                                    | 222,3                                    | 239,4                                    | 251                                      | 259,4                                    | 269,2                                    | 212,3                                    | 198,9                                    | 158                                      | 142,6                                    | 2 466,1                                  |
| Fonte: Instituto Nacional de Meteorologia (INMET) (normal climatológica de 1981-2010; recordes de temperatura: 01/01/1961 a 31/12/1984, 01/01/1986 a 31/12/1986 e 01/01/1991 a 31/05/2018) |                                          |                                          |                                          |                                          |                                          |                                          |                                          |                                          |                                          |                                          |                                          |                                          |                                          |

### Vegetação
Patos de Minas faz parte do bioma Cerrado, assim como 50% do estado de Minas Gerais, caracterizado pelas estações seca e chuvosa são bem definidas e com vegetação composta de gramíneas, arbustos e árvores. A vegetação original do município está praticamente extinta em função da expansão da agricultura e da grande ocorrência na região de madeiras nobres como o cedro, jatobá, sucupira, angico e ipê. No Parque do Mocambo, localizado na área central da cidade há um resíduo da Mata do Tonheco.
Próxima a região norte da cidade está localizada a Mata do Catingueiro, reserva ambiental transformada em Área de Preservação Permanente pela lei municipal 3088/92. Com cerca de 300 hectares a APP é delimitada pela avenida Marabá, rodovia MGT-354 e rodovia de acesso ao bairro Sebastião Amorim. Sua proximidade com a área urbana faz com que seja alvo constante de queimadas, frequentemente criminosas.

## Demografia

Pirâmides Etárias de Patos de Minas em 1991, 2000 e 2010

A população do atual município de Patos de Minas teve sua origem nos tropeiros que faziam expedições ao interior do Brasil e nos negros fugidos das minas de Paracatu e Goiás, no século XIX. Nesta altura a presença indígena deixa de ser expressiva pois com a fixação de brancos e negros as populações nativas se afastaram para zonas não povoadas. Nos anos 1970 a chegada de gaúchos, principalmente de origem alemã, se somou a este quadro. Para os habitantes de outras regiões que se fixam em Patos de Minas se adota o gentílico "patureba".
A população do município segundo o censo de 2010 era de 138 710 habitantes. Entre 2000 e 2010, o crescimento vegetativo foi de 1,14%. Na década anterior, de 1991 a 2000, a taxa média de crescimento anual foi de 2,08%, valores acima das médias estaduais e federais. No Estado, estas taxas foram de 1,01% tanto 2000 e 2010 quanto entre 1991 e 2000. No país, foram de 1,01% entre 2000 e 2010 e 1,02% entre 1991 e 2000.
Ainda segundo o Censo de 2010, 48,97% eram homens, e 51.03% eram mulheres. A diferença entre a população masculina e feminina se ampliou na última década, já que em 2000 a população masculina era de 49,41% e a feminina 50,59%. O valor é bastante semelhante ao levantamento anterior, realizado em 1991 (49,35% de homens e 50,65% de mulheres).
A taxa de envelhecimento da população vem aumentando, passando de 4,46% em 1991, para 5,61% em 2000 e 7,98% em 2010. A população patense é composta de 20,66% de pessoas com menos de 15 anos, 71,36% entre 15 e 64 anos e 7,98 com mais de 65 anos.
Patos de Minas já alcançou um dos Objetivos de Desenvolvimento do Milênio em que o país deve reduzir a mortalidade infantil para menos de 17,9 por mil até 2015. Em 2010 a mortalidade infantil no município era de 14,5 por mil, enquanto Minas Gerais registrava 15,1 e o Brasil 16,7.
| Ano  | Até 1 ano | Até 5 anos |
| ---- | --------- | ---------- |
| 1991 | 29,5      | 38,9       |
| 2000 | 18,0      | 19,5       |
| 2010 | 14,5      | 16,7       |

A taxa de fecundidade da cidade está abaixo da taxa de reposição, com 1,6 filhos por mulher, enquanto a esperança de vida ao nascer aumentou 8,3 anos nas últimas duas décadas, passando de 68 anos em 1991, para 73,9 em 2000 e 76,3 em 2010, número mais alto do que o do estado e o Brasil em 2010 registravam 15,3 anos e 73,9 anos.

### Urbanização
Patos de Minas é um município essencialmente urbano. Segundo o Censo de 2010 do IBGE dos 138 710 habitantes da cidade, 127 724 (92,08%) vivem na cidade, enquanto 10 986 (7,92%) são moradores do campo. Com uma área de 3.189,771 km², a densidade demográfica do município é de 43,49 hab/km². A taxa de urbanização apresentou nas últimas duas décadas um crescimento de 8,45%, passando de 84,90% em 1991, para 89,87 em 2000 até os 92,08% de 2010.
Cerca de 99% das ruas da cidade são asfaltadas e possuem iluminação pública e 96,53% dos habitantes recebem água tratada. O sistema de abastecimento de água da Copasa em Patos foi premiado por duas vezes (1999 e 2002) pela Associação Brasileira de Engenharia Sanitária e Ambiental (Abes), recebendo o Prêmio Nacional de Qualidade em Saneamento.
O sistema de coleta de esgotamento sanitário atinge cerca de 98% da população e, atualmente encontra-se em construção uma estação de tratamento de esgoto para que os resíduos não sejam despejados no Rio Paranaíba.
A energia elétrica chega a 99,86% dos domicílios (incluindo os da zona rural) e na cidade a coleta de lixo alcança 99,65% das residências. Cerca de 0,25% dos habitantes vivem em locais sem água e esgotamento sanitário adequados.

### Religião
Católica:61,03%
Evangélica:35,86%
Outras:3.11%
Patos de Minas é sede da Diocese de Patos de Minas, que compreende 24 municípios do Triângulo Mineiro, Alto Paranaíba e Noroeste de Minas: Abadia dos Dourados, Arapuá, Carmo do Paranaíba, Coromandel, Cruzeiro da Fortaleza, Douradoquara, Guimarânia, Ibiá, Iraí de Minas, Lagamar, Lagoa Formosa, Lagoa Grande, Matutina, Monte Carmelo, Patos de Minas, Patrocínio, Perdizes, Presidente Olegário, Rio Paranaíba, São Gonçalo do Abaeté, São Gotardo, Serra do Salitre, Tiros e Varjão de Minas

### Indicadores sociais

#### IDH
Segundo o Atlas do Desenvolvimento Humano 2010 elaborado pelo Programa das Nações Unidas para o Desenvolvimento o Índice de Desenvolvimento Humano de Patos de Minas é 0,765, sendo portanto classificado na faixa "alto". A cidade possui o 289º melhor índice dentre os 5.565 municípios do Brasil e o 20º dentre os 853 municípios de Minas Gerais, estando portanto entre os 5,18% melhores do país, e os 2,23% melhores do estado.
| Ano  | IDH-M | Faixa | Ranking Nacional | Ranking Estadual |
| ---- | ----- | ----- | ---------------- | ---------------- |
| 1991 | 0,525 | baixo | 453º             | 31º              |
| 2000 | 0,675 | médio | 302º             | 19º              |
| 2010 | 0,765 | alto  | 289º             | 20º              |

Entre 1991 e 2000 O IDHM passou de 0,525 em 1991 para 0,675 em 2000, uma taxa de crescimento de 28,57%. O hiato de desenvolvimento humano, ou seja, a distância entre o IDHM do município e o limite máximo do índice, que é 1, foi reduzido em 31,58%. Na década seguinte, entre 2000 e 2010, o IDHM passou de 0,675 em 2000 para 0,765 em 2010, uma taxa de crescimento de 13,33%. O hiato de desenvolvimento humano foi reduzido em 27,69%.
Considerando-se os intervalo de 20 anos em que é calculado o IDH (1991 - 2010) o município teve um incremento no seu IDH de 45,71%, abaixo da média de crescimento nacional (47,46%) e abaixo da média de crescimento estadual (52,93%). O hiato de desenvolvimento humano foi reduzido em 50,53% no período.
Dentre os três componentes que fazem parte do IDH, longevidade é o mais alto, 0,855, classificado na faixa "muito alto". Renda é o segundo, calculado em 0,749, portanto na faixa "alto", seguido por Educação, 0,698, na faixa "médio".
| Componente  | IDH-M 2010 | Faixa      | IDH-M 2000 | Faixa      | IDH-M 1991 | Faixa       |
| ----------- | ---------- | ---------- | ---------- | ---------- | ---------- | ----------- |
| Renda       | 0,749      | alto       | 0,694      | médio      | 0,641      | médio       |
| Longevidade | 0,855      | muito alto | 0,816      | muito alto | 0,717      | alto        |
| Educação    | 0,698      | médio      | 0,542      | baixo      | 0,315      | muito baixo |

Entre 1991 e 2000, a dimensão que mais cresceu em termos absolutos foi Educação, com crescimento de 0,227, seguida por Longevidade e por Renda. Entre 2000 e 2010, a dimensão que mais cresceu em termos absolutos também foi Educação, com acréscimo de 0,156, seguida por Renda e por Longevidade. Contudo, como educação era o mais baixo índice em 1991, o componente continua como o mais fraco.

#### Gini
O Índice de Gini, que mede a desigualdade, registrado em Patos de Minas em 2010 era de 0,50. A pobreza extrema no município era de 0,87%, e a população pobre somava 4,55%. No mesmo ano, a renda per capita do patense era de R$843,57.
| Ano  | Gini | Renda Per Capita | Pobreza Extrema | Pobreza |
| ---- | ---- | ---------------- | --------------- | ------- |
| 1991 | 0,58 | R$430,92         | 7,54%           | 29,56%  |
| 2000 | 0,54 | R$602,52         | 2,09%           | 11,50%  |
| 2010 | 0,50 | R$843,57         | 0,87%           | 4,55%   |

### Hierarquia urbana
O governo do estado divide o território mineiro em dez regiões de planejamento. Patos de Minas é o mais populoso município da Região V, Alto Paranaíba.

## Subdivisões
A população distribui-se, além do distrito-sede de Patos de Minas, nos distritos de Santana de Patos, Chumbo, Bom Sucesso de Patos, Major Porto, Pindaíbas, Pilar e Alagoas.
O distrito-sede foi elevado a distrito em 1850, batizado então de Santo Antônio dos Patos, subordinado a Patrocínio. Em 1866, recebeu o status de vila independente e, em 1892 sede do município.
Santana de Patos foi tornada um distrito da vila de Santo Antônio dos Patos em 1872, denominado Santana do Paranaíba, nomenclatura que persistiu até 1920, quando passou a se chamar apenas Santana, nome que teve até a data atual, assumida em 1933.
O distrito de Chumbo foi criado em 1876, também vinculado à vila de Santo Antônio dos Patos, sendo denominado até 1923 como Dores do Areado. Em 1966, o município de Patos de Minas foi dividido em mais dois distritos, Major Porto e Bom Sucesso, o último sendo chamado até 1988 de Bom Sucesso de Patos. Pindaíbas foi elevado a distrito em 1976 e Pilar em 1992. Pilar já havia sido um distrito entre 1923 e 1936, sendo denominado Minas Vermelhas.
Alagoas é a mais recente localidade a ganhar a caracterização de distrito, através de uma lei municipal promulgada em 2012.
| Patos de Minas | 1850 | 124.466        | 1.197,78       | [ 2 ] [ 60 ] |
| Santana de Patos | 1872 | 2.231          | 548,44         | [ 2 ] [ 61 ] |
| Chumbo | 1876 | 1.233          | 233,56         | [ 2 ] [ 62 ] |
| Bom Sucesso de Patos | 1966 | 622            | 137,67         | [ 2 ] [ 63 ] |
| Major Porto | 1966 | 1.523          | 306,91         | [ 2 ] [ 64 ] |
| Pindaíbas | 1976 | 1.678          | 171,47         | [ 2 ] [ 65 ] |
| Pilar* | 1992 | 1.506          | 591,7          | [ 2 ] [ 66 ] |
| Alagoas | 2012 | não definido** | não definido** | [ 59 ]       |
| (*) A região teve status de distrito entre 1926 e 1936 com o nome de Minas Vermelhas. (**) Sem a demarcação dos limites do distrito, área e população não podem ser determinados. |      |                |                |              |

### Patos de Minas
O distrito-sede de Patos de Minas está a uma altitude média de 833 metros, com extensão territorial de 1.197,78 km², incluindo os 50 km² da área urbana. Seus limites são: ao norte o município de Presidente Olegário, ao sul o município de Lagoa Formosa e o distrito de Santana de Patos, a oeste o distrito de Pilar, a leste o distrito de Pindaíbas e o distrito de Chumbo e a sudoeste os municípios de Coromandel e Guimarânia.
Segundo o IBGE, considera-se "povoado" as aglomerações com mais de 50 domicílios. Assim, a região possui dois povoados: Alagoas (elevado a categoria de distrito em 2012) e Boaçara.
O ponto mais elevado do município, na Serra do Pântano, a 1.178 metros, está localizado no distrito-sede, originalmente coberto pela Mata da Corda, uma floresta tropical latifoliada, hoje praticamente extinta.
Segundo dados do IBGE, em 2007, a população do distrito somava 124 466 habitantes, destes, 118 374 residiam na cidade, que tinha uma área aproximada de 22,7 km²

### Santana de Patos
Localizado a uma altitude de 851,39 metros e ocupando uma área de 548,44 m² está o distrito de Santana de Patos. Ele se delimita ao norte com o distrito-sede, ao sul com os municípios de Cruzeiro da Fortaleza, Serra do Salitre e Carmo do Paranaíba, a oeste com os municípios de Cruzeiro da Fortaleza e Guimarânia e a leste com o município de Lagoa Formosa.
As comunidades rurais mais importantes da região são: Vieiras, Contendas, Quebra Rabo, Lanhosos, Paraíso, Barreiro e Campo Alegre.
Trata-se de uma das regiões com maior abundância de água e com relevo bastante plano, o que facilita a exploração agrícola da região.
A região foi uma das primeiras a serem ocupadas no atual município de Patos de Minas. Em 1806, iniciou-se a sua povoação, acelerada com com a construção de uma ermida em 1816. Em 1822, foi doada, por Ana Soares da Encarnação, uma área para a construção de uma capela em homenagem a Sant'Ana, daí o nome da região. No final do século XIX, foi erguida uma nova igreja, que ainda existe na região.
A população de Santana de Patos, em 2007, era de 2 231 habitantes, dos quais 788 residentes na sede do distrito.

### Chumbo
A uma altitude de 800 metros e com uma área de 233,56 km² está o distrito de Chumbo. Seus limites são ao norte o município de Presidente Olegário, a noroeste o distrito-sede, a nordeste o município de Varjão de Minas, ao sul o distrito de Pindaíbas e a leste o distrito de Major Porto.
O primeiro arraial do Chumbo foi abandonado, no início do século XIX e, a 20 km distante do local, foi construída a atual sede do distrito, passando a chamar-se de Nossa Senhora da Conceição do Areado. A partir de 1869, uma decisão do governo estadual definiu que a localidade pertenceria civilmente a Patos de Minas, e eclesiasticamente a São Francisco das Chagas (atual município de Rio Paranaíba). A partir de 1876, a localidade passa a ser um distrito da então Vila de Santo Antônio dos Patos, recuperando-se o topônimo original.
A região está compreendida na Bacia do São Francisco tendo como principal curso de água o Rio da Prata, além dos córregos do Bebedouro, da Confusão e do Areado. O Morro Agudo e a Serra Grande são as duas principais formações de relevo do local.
A população de Chumbo, em 2007, era de 1 233 habitantes, dos quais 427 residentes na sede do distrito.

### Bom Sucesso de Patos
O distrito de Bom Sucesso de Patos está localizado a uma altitude de 830 metros e ocupa uma área de 137,67 km² sendo, portanto, o menor distrito do município de Patos de Minas. Limita-se ao norte com Varjão de Minas, ao sul com Carmo do Paranaíba, a oeste com o distrito de Major Porto e a leste com o município de Tiros.
A ocupação da região é relativamente recente. Os primeiros a se estabelecerem no local foram garimpeiros de diamantes no Rio Abaeté. A criação do povoado se iniciou em 1924 com a doação de terreno e construção de uma capela dedicada ao Senhor Bom Jesus. A edificação primitiva foi demolida e deu lugar à atual em 1945. O morador da região João Porto Filho liderou uma comitiva a Belo Horizonte e ao Rio de Janeiro em 1943, onde se encontraram com o governador estadual Benedito Valadares Ribeiro e com o presidente da república Getúlio Vargas e solicitaram melhorias para a região, que passou a se desenvolver e foi elevada à categoria de distrito em lei aprovada em 1962, com instalação em 1964.
O Rio Abaeté, o Ribeirão Extrema, o Córrego de Bom Sucesso de Patos e o Rio Areado são os principais cursos d'água da região. Sua principal formação geográfica é a Serra de Santa Maria, que corta o distrito no sentido norte/noroeste.
Em 2007 a população de Bom Sucesso de Patos era de 622 habitantes, dos quais 374 residentes na sede do distrito, configurando-se assim como o distrito menos populoso do município.

### Major Porto
Em uma das regiões de menor altitude do município, o distrito de Major Porto localiza-se a cerca de 750 metros do nível do mar. Com uma área de 306,91 km², ao norte faz limite com o município de Varjão de Minas, ao sul com os municípios de Lagoa Formosa e Carmo do Paranaíba, a oeste com o distrito de Chumbo, e ao sul com o de Bom Sucesso.
Um arraial abandonado no final do século XIX chamado Capelinha do Chumbo foi reocupado no início do século XX pelo fazendeiro Major Francisco José da Mota que se instaloue no local junto com cinco outras famílias. A localidade teve seu progresso acentuado a partir dos anos 1940, o que culminou com a elevação à categoria de distrito em lei aprovada em 1964 (a instalação ocorreu em 1966). O nome foi uma homenagem a Major Augusto Porto, patriarca de uma das famílias do local.
Seus principais cursos d'água são o Rio Areado e os córregos das Batatas e do Bebedouro. Em seu relevo, destaca-se a Serra Grande, a Serra da Quina, o Morro da Pedra e a Chapada dos Tavares.
A população de Major Porto, em 2007, era de 1 523 habitantes, dos quais 777 residentes na sede do distrito.

### Pindaíbas
O distrito de Pindaíbas é o que tem a maior altitude do município: seus 171,47 km² estão a uma altitude média de 900 metros acima do nível do mar. A região limita-se ao norte com o distrito-sede, a sul e a oeste com o município de Lagoa Formosa e a leste com o distrito de Chumbo. Suas principais comunidades, além da sede do distrito, são Abelha, Firmes, Baú e Gameleira.
Há duas versões sobre o povoamento da região. Na primeira, a povoação surgiu em 1946, com a fundação de um pequeno comércio, ao qual se somou uma escola, criada por lei municipal em 1948. A outra explicação teria sito a decisão de fazendeiros da região, em 1953, de erguerem uma capela dedicada a Nossa Senhora Aparecida. No mesmo ano, um projeto de lei e de resolução tramitou na Câmara Municipal de Patos de Minas. Apesar de aprovada, a medida não entrou em vigor pois, àquela altura, a criação de distritos cabia ao governo estadual. Em 1976, após mudanças na legislação, a divisão do distrito de Pilar para a criação de Pindaíbas foi aprovada e o novo distrito instalado no ano seguinte.
O termo "pindaíbas" se refere a uma árvore anonácea de lugares úmidos, abundante na região. "Pindá" significa anzol e "yba", planta, árvore. Assim, para os indígenas, pindaíba significa vara de pescar.
Em sua hidrografia, pertencente à Bacia do São Francisco, destacam-se o Córrego das Posses e o Ribeirão das Pindaíbas. Já em seu relevo, bastante ondulado e com terras com alto teor de tufito, destacam-se a Serra Grande, o Espigão Mestre, o Morro da Chácara, a Serra dos Cabritos e a Serra do Leal.
A população de Pindaíbas, em 2007, era de 1 678 habitantes, dos quais 719 residentes na sede do distrito.

### Pilar
Com uma área de 591,7 km² e uma altitude média de 750 metros acima do nível do mar está localizado o distrito de Pilar. Faz divisa ao norte com os municípios de Lagamar e Presidente Olegário, a oeste a sul com Coromandel e a leste com o distrito-sede. Além da sede do distrito, suas principais comunidades são Santo Antônio, Extrema, Paciência, Porteiros, Fazenda Velha, São Luiz, Santo Antônio das Minas Vermelhas, Bebedouro, Cabral e Canastreu.
Em sua hidrografia, destaca-se o Rio Paranaíba e os córregos da Estiva, da Divisa, da Fazenda Velha, do Pilar, do Barreiro, do Brejão e da Extrema. A sede do distrito fica entre três serras: Barbosa, Rochedo e Paciência, como se fossem três pilares, daí o nome da região.
Uma lei estadual de 1923 criou na região o distrito de Minas Vermelhas. Como ele nunca foi instalado, um decreto-lei de 1938 terminou por extingui-lo. A criação do atual distrito se iniciou com a construção de uma capela em 1930 na fazenda de mesmo nome. O local passou a atrair posseiros, até que, no final da década de 1970, a capela localizada na região foi demolida e, em outro ponto do arraial, construída uma nova, bem como a região passou por um planejamento urbanístico com a delimitação de ruas e quarteirões. Em 1992, uma lei municipal elevou a localidade à condição de distrito.
A população de Pilar, em 2007, era de 1 506 habitantes, dos quais 566 residentes na sede do distrito.

### Alagoas
O distrito de Alagoas, o oitavo no município foi criado a partir da lei municipal aprovada em novembro de 2012. Na época, a localidade dispunha de duas escolas com cerca de 400 alunos, aproximadamente 200 moradias e 841 eleitores. Seus limites estão sendo demarcados pelo Executivo Municipal.

### Desmembramentos
Em 1938, os distritos patenses de Santa Rita de Patos e Ponte Firme foram desmembrados para a criação de Presidente Olegário, município do qual em 1962 desmembrou-se Lagamar e em 1992 Lagoa Grande.
Na reestruturação política de 1938, o distrito de Quintinos também foi desanexado de Patos de Minas e anexado ao município de Carmo do Paranaíba, sob dependência do qual permanece até hoje.
Em 1962, o distrito de Guimarães foi desmembrado para a criação do município de Guimarânia e Lagoa Formosa também deixou a dependência política de Patos de Minas para formar a cidade homônima.

## Economia
O Produto Interno Bruto (PIB) de Patos de Minas está entre os 25 maiores de Minas Gerais, crescendo entre 2002 e 2012, em média 10,9% ao ano.
| 2002   | 2003   | 2004     | 2005     | 2006     | 2007     | 2008     | 2009     | 2010     | 2011     | 2012     |
| ------ | ------ | -------- | -------- | -------- | -------- | -------- | -------- | -------- | -------- | -------- |
| 815,12 | 963,63 | 1.141,75 | 1.235,11 | 1.290,12 | 1.416,36 | 1.623,57 | 1.749,40 | 1.999,57 | 2.261,43 | 2.495,73 |
| 8,9%   | 15,4%  | 15,6%    | 7,5%     | 7,5%     | 8,9%     | 12,7%    | 7,1%     | 12,5%    | 13,4%    | 10,4%    |

Do PIB de R$ 2.495.732.000 registrado em 2012, a maior parte foi proveniente do setor de serviços, principal atividade econômica do município. Naquele ano, o PIB per capita ficou em R$17.706,50 por habitante.
| Serviços         | Indústria      | Agropecuária   | Impostos       |
| ---------------- | -------------- | -------------- | -------------- |
| R$ 1.558.725.000 | R$ 432.152.000 | R$ 255.908.000 | R$ 248.946.000 |
| 62,46%           | 17,32%         | 10,25%         | 9,97%          |

As finanças públicas do município aprese em 2009 apresentaram superávit primário de R$ 12.323.589,34, ou 7,42% das receitas municipais, que foram de R$ 166.125.061,94. Naquele ano as despesas do município somaram R$ 153.801.472,60.
Naquele ano haviam no município 4.967 empresas atuantes no município. A população ocupada era de 41.592 pessoas, sendo que 34.552 eram assalariadas, que juntos recebiam um total de R$ 573.401.000. O rendimento médio do trabalhador era de 2,5 salários mínimos.
O município dispunha em 2013 de 13 agências bancárias. A poupança municipal era de R$ 490.094.389 e haviam R$ 1.623.089.601 em operações de crédito.

### Agricultura
O solo rico em tufito (cinerito ou tufo vulcânico), um tipo de cinza expelida por vulcões que posteriormente, passou por processo de cimentação, torna o solo da região de Mata da Corda, que cobre boa parte do município, altamente fértil favoreceu a agricultura como uma das atividades econômicas mais tradicionais do município de Patos de Minas. Nas regiões de cerrado, onde o cultivo exige tecnologias de correção de solo o uso agrícola é mais recente, a partir dos anos 1970, em fazenda empresariais.
Outra característica marcante da agricultura patense é a quase ausência de latifúndios. Predominam as pequenas propriedades rurais familiares que, frequentemente, comercializam parte de sua produção (em especial de hortifrutigranjeiros) diretamente para o consumidor final, em feiras e na CEASA Regional de Patos de Minas. A mais importante é a Feira do Produtor Rural do bairro Lagoa Grande.
Além disso a cidade dispõe de um Centro Integrado de Abastecimento (Ceasa Regional) onde os gêneros alimentícios são comercializados com municípios da região e/ou exportados para o exterior. Mantida pela Prefeitura, a Ceasa Regional atende principalmente 25 municípios do Alto Paranaíba e do Noroeste de Minas com a comercialização de, em média, 1.280 toneladas de gêneros alimentícios por mês.
A agricultura é a mais tradicional atividade econômica do município e remonta ao início da ocupação do território onde hoje está Patos de Minas: a fazenda Os Patos, em meados do século XIX. A partir da década de 1930, especialmente durante o período da Segunda Guerra Mundial a cidade ficou conhecida como "Terra do Trigo e do Diamante". Com a dificuldade de se obter o produto no mercado internacional por conta do conflito armado e com o solo altamente rico da região, foi iniciado no município pelo produtor Moacyr Viana de Novais a plantio do cereal.
No auge da produção foi fundado na cidade a Companhia Moinhos Minas Gerais S/A, primeiro moinho de trigo do estado. No mesmo período, em 1940, o Ministério da Agricultura criou na cidade o Posto de Multiplicação de Sementes de Trigo (hoje Fazenda Experimental de Sertãozinho, pertencente a Epamig), uma propriedade de 795 hectares de apoio a produção trigueira.
Contudo, com o fim do conflito, em 1945, os preços internacionais do cereal caíram e os incentivos estatais cessaram, o que levou ao colapso da cultura, que se tornou inviável economicamente. Na tentativa de reverter esse quadro o governo federal instalou na região, em 1946, a Colônia Agrícola de Patos de Minas: uma área de 1.200 hectares divida em lotes de 30 hectares e repassadas a colonos, no caso, italianos. Os desconhecimento de técnicas agrícolas tropicais e de manejo da cultura do trigo por parte dos colonos impediu o sucesso do projeto, que marcou o fim definitivo da cultura do trigo no município (atualmente há apenas 80 hectares plantados). Da Colônia Agrícola resta apenas o nome dado à região.
A recuperação do setor primário veio nos anos 1950 quando Antônio Secundino de São José fundou na cidade a Agroceres e iniciou a produção de milho, produto que, até então, nunca havia sido produzido comercialmente em regiões tropicais. Foi preciso desenvolver um novo tipo de semente, híbrida, e convencer os agricultores a apostarem na nova, e arriscada, cultura.
| “ | Secundino fazia pequenos saquinhos de 1 kg de semente e saía de fazenda em fazenda. Para convencer os produtores das vantagens dos híbridos, ele fazia um acordo: só lhe pagariam pela semente se a produção fosse boa como ele prometia. | ” |
|   | — Marialda Cury, diretora da Memorial Casa da Cultura do Milho de Patos de Minas, em entrevista ao Correio Braziliense. |   |

A cultura fez tanto sucesso que logo se espalhou por outras regiões do país e fez do Brasil o principal plantador de milho do mundo. Na cidade, se tornou a principal referência cultural com a criação, em 1958, da Festa Nacional do Milho, e com a elevação da cidade, através de decreto presidencial, á categoria de Capital Nacional do Milho. O aniversário da cidade (24 de maio) foi declarado Dia Nacional do Milho
A partir dos anos 1970 com a chegada da Colônia Gaúcha, grupo de agricultores, principalmente de descendência alemã, provenientes do Rio Grande do Sul, as terras de cerrado, então pouco exploradas para a agricultura, diversificaram a economia agrícola do município. Atualmente os principais produtos agrícolas do município são: milho, feijão, mandioca, soja e café.
| Cultura  | Hectares plantados | Produção(toneladas) | Produtividade(kg/hec.) |
| -------- | ------------------ | ------------------- | ---------------------- |
| Milho    | 9.200              | 72,6 mil            | 7.891                  |
| Soja     | 8.000              | 24 mil              | 3.000                  |
| Café     | 6.308              | 15 mil              | 2.378                  |
| Mandioca | 1.180              | 22,7 mil            | 19.237                 |
| Feijão   | 4.500              | 10,5 mil            | 2.333                  |

No caso do café o município faz parte da região com denominação de origem do Café do Cerrado, que também fazem parte outros 54 municípios da região que detém a exclusividade na produção da bebida.
Em menor espaço há ainda lavouras de cana-de-açúcar (911 hectares), tomate (379 hectares), sorgo (250 hectares), e batata-doce (150 hectares).
Apesar de sua importância histórica e cultural para o município, do ponto de vista econômico, a agropecuária representa apenas 10,25% do Produto Interno Bruto de Patos de Minas, com uma contribuição de R$255,9 milhões ao PIB local.

### Pecuária
Ao lado da agricultura, a pecuária também tem relevância cultural e histórica no município. Destacam-se atualmente a bonivocultura (especialmente a leiteira), a suinocultura e a avicultura (de galináceos).
| Rebanho   | Número de cabeças |
| --------- | ----------------- |
| Bovino    | 217.469           |
| Galináceo | 326.159           |
| Suíno     | 189.549           |

No rebanho bovino destaca-se o leiteiro. Patos de Minas é o segundo maior produtor de leite do país, produzindo cerca de 155.023 mil litros de leite por ano (o primeiro colocado era o município de paranaense de Castro, com 230.700 mil litros). De acordo com os dados do IBGE, 60.215 vacas são ordenhadas no município, gerando R$ 164,3 milhões em leite.
Já o rebanho galináceo é composto por 326,1 mil animais, dos quais, são 108.546 são galinhas que, juntas, produzem 879 mil dúzias de ovos, gerando R$ 2,55 milhões.
Na produção suína Patos de Minas é destaque nacional por deter 70% da tecnologia nacional em melhoramento suíno. A produção, voltada para a exportação, abastece mercados como da Europa, Hong Kong, Filipinas e Rússia. Do rebanho de 189,5 mil cabeças, cerca de 19 mil são matrizes.
Em menor escala há ainda a criação de equinos (5 mil cabeças), peixes (10,5 toneladas de tilápia, gerando R$ 58 mil), búfalos (129 cabeças), caprinos (371 cabeças) e ovinos (1,2 mil cabeças). A apicultura gera 11 toneladas de mel, que rendem R$21 mil.

### Silvicultura
A silvicultura no município de Patos de Minas está ligada ao cultivo de eucalipto. A cidade produz anualmente, segundo dados do IBGE, 2.905 toneladas de carvão vegetal de eucalipto (que somam um montante de R$ 1,3 milhões), 54.259 metros cúbicos de lenha de eucalipto (que somam um montante de R$ 1,62 milhões) e 31.000 metros cúbicos de madeira de tora de eucalipto para outras finalidades (que somam um montante de R$ 2 milhões)

### Indústria
A atividade industrial da cidade está diretamente ligada à agroindústria, destacando a indústria de leite e derivados, sementes e adubos defensivos agrícolas, carne suína e derivados, alimentos enlatados e suplementos para ração.
Atividades do setor secundário correspondem a 20% do PIB de Patos de Minas.
Além da forte presença da agroindústria, Patos de Minas também abriga um setor industrial diversificado, com destaque para as indústrias de metalurgia, confecção, móveis, e materiais de construção. O município conta com distritos industriais planejados e incentivos fiscais que atraem investimentos e promovem o desenvolvimento econômico regional. A produção de máquinas e equipamentos agrícolas também tem se expandido, atendendo à demanda do setor do agronegócio em toda a região do Triângulo Mineiro e do Alto Paranaíba. A cidade se beneficia ainda da proximidade com rodovias estratégicas, como a BR-365, que facilita a logística de distribuição para os centros consumidores do estado de Minas Gerais e de outras regiões do Sudeste do Brasil. Esse cenário favorece a geração de emprego, o fortalecimento das micro e pequenas empresas e o crescimento da indústria de transformação no município.

### Turismo
O principal atrativo turístico da cidade é a Festa Nacional do Milho, conjunto de festejos que acontecem na última semana de maio e primeira semana de junho e que atraem anualmente para a cidade 300 mil turistas, para atividades como shows, bailes, desfiles, festivais gastronômicos, feiras de gado e de máquinas agrícolas.
A cidade também faz parte do Circuito Turístico Tropeiros de Minas, ligada ao turismo rural, hotéis fazenda e gastronomia típica do interior mineiro.

### Mineração
A cidade, viveu nos anos 1970 e 1980 forte expansão graças a descoberta da maior jazida de fosfato sedimentar das Américas. Após o fim da exploração do mineral, a atividade foi extinta, nos anos 1990.
Em 2012 começaram as obras para a extração de gás natural da cidade. A expectativa é que o mineral esteja sendo explorado de maneira comercial em 2014.

## Infraestrutura

### Educação
O analfabetismo em Patos de Minas é de 6,66% da população, enquanto 15,49% da população completou até o Ensino Fundamental, 24,41% tem até o Ensino Médio completo, e 12,17% possuem ensino superior completo. Os 41,27% estão incluídos em outros grupos, como os que sabem ler e escrever mas não frequentaram o ensino regular ou os que não concluíram o Ensino Fundamental. O analfabetismo da população caiu 6,6% desde 1991.
| Escolaridade         | 1991   | 2000   | 2010   |
| -------------------- | ------ | ------ | ------ |
| Analfabetos          | 15,44% | 9,16%  | 6,66%  |
| Fundamental Completo | 9,32%  | 12,00% | 15,49% |
| Médio Completo       | 12,34% | 16,85% | 24,41% |
| Superior Completo    | 4,79%  | 6,02%  | 12,17% |
| Outros               | 58,11% | 55,94% | 41,27% |

Em 2010, Patos de Minas tinha 9,86 anos esperados de estudo, valor menor do que o de 2000 (10,46 anos). Em 1991 eram 9,47% anos esperados de estudo. Cerca de 92,24% das crianças de 5 a 6 anos frequentavam alguma instituição de ensino, 89,14% das crianças entre 11 e 13 anos, 70,67% dos adolescentes entre 15 e 17 anos e 55,20% dos jovens de 18 a 20 anos. Ao todo 1,41% das crianças de 6 a 14 anos não frequentavam nenhuma instituição de ensino, percentual que, entre os jovens de 15 a 17 anos atingia 15,14%.
O Índice de Desenvolvimento da Educação Básica do município nas séries fundamentais do Ensino Fundamental é de 6.9 e nas séries finais é de 5,2. Os valores alcançam as metas para 2019 e 2017, respectivamente.
| Ano  | Meta | Nota |
| ---- | ---- | ---- |
| 2005 | -    | 5.3  |
| 2007 | 5.3  | 5.2  |
| 2009 | 5.6  | 6.6  |
| 2011 | 6.0  | 6.8  |
| 2013 | 6.2  | 6.9  |
| 2015 | 6.5  | -    |

|-
| Ano  | Meta | Nota |
| ---- | ---- | ---- |
| 2005 | -    | 3.9  |
| 2007 | 4.0  | 4.3  |
| 2009 | 4.1  | 4.7  |
| 2011 | 4.4  | 5.2  |
| 2013 | 4.8  | 5.4  |
| 2015 | 5.1  | -    |

Segundo a última edição do IDEB, medido pelo Ministério da Educação a cidade tem a terceira melhor educação pública do país nas séries iniciais do ensino fundamental, entre os municípios com mais de 100 mil habitantes, atrás de Sobral, no Ceará e Foz do Iguaçu, no Paraná.
| # | Município      | Nota |
| - | -------------- | ---- |
| 1 | Sobral         | 7.3  |
| 2 | Foz do Iguaçu  | 7.0  |
| 3 | Patos de Minas | 6.8  |
| 4 | Sertãozinho    | 6,4  |
| 4 | Toledo         | 6,4  |

#### Básica
A cidade é sede da 28ª Superintendência Regional de Ensino que abrange 14 municípios da região. Segundo o Censo 2010 do IBGE, Patos de Minas tem 28.121 alunos matriculados nos três níveis da Educação Básica. A cidade conta com 132 estabelecimentos de ensino, entre públicos e privados, nos três níveis da Educação Básica.
| Nível              | Alunos | Percentual de Alunos | Estabelecimentos | Percentual de Estabelecimentos |
| ------------------ | ------ | -------------------- | ---------------- | ------------------------------ |
| Educação Infantil  | 2.509  | 8.9%                 | 58               | 43.9%                          |
| Ensino Fundamental | 19.209 | 68.1%                | 52               | 39.4%                          |
| Ensino Médio       | 6.503  | 23%                  | 22               | 16.7%                          |

Segundo dados do Censo da Educação de 2013, 98,6% dos alunos matriculados nas instituições de ensino patenses no fim dos primeiros anos do Ensino Fundamental (atual 5º ano, antiga 4ª série) foram aprovados para continuar seus estudos. Este índice cai para 94,4% de aprovação na final do Ensino Fundamental (atual 9º ano, antiga 8ª série) e para 83,5% ao fim do Ensino Médio.
| Nível                        | Aprovados | Reprovados | Abandonos |
| ---------------------------- | --------- | ---------- | --------- |
| 5º ano do Ensino Fundamental | 98,6 %    | 1,1%       | 0,3%      |
| 9º ano do Ensino Fundamental | 94,4%     | 3,8%       | 1,8%      |
| 3º ano do Ensino Médio       | 85,5%     | 10,0%      | 6,%5      |

Ainda segundo o Censo da Educação, a distorção idade-série, ou seja, a quantidade de alunos com dois ou mais anos de atraso em relação a série indicada para sua idade era, em 2013, de 6% nos anos iniciais do Ensino Fundamental, 18% nos anos finais do Ensino Fundamental e 21% no Ensino Médio. O número inclui tanto instituições de ensino públicas quanto privadas.

#### Profissional
O município dispõe de um campus do Instituto Federal do Triângulo Mineiro (IFTM), que oferece os cursos técnicos em Logística e em Eletrotécnica, além de unidades do Serviço Nacional de Aprendizagem Industrial (Senai) e o Serviço Nacional de Aprendizagem Comercial (Senac), que oferecem alguns cursos profissionais.

#### Superior
Quatro instituições de ensino superior dispõem de campus na cidade de Patos de Minas. A instituição mais antiga pertence a Fundação Educacional de Patos de Minas (FEPAM). Em funcionamento desde os anos 1970, o hoje denominado Centro Universitário de Patos de Minas (UNIPAM) oferece 30 cursos de graduação (Administração, Agronegócio, Agronomia, Arquitetura e Urbanismo, Ciências Biológicas, Ciências Contábeis, Direito, Educação Física, Enfermagem, Engenharia Ambiental e Sanitária, Engenharia Civil, Engenharia Elétrica, Engenharia Mecânica, Engenharia de Produção, Engenharia Química, Farmácia, Fisioterapia, Gestão Comercial, História, Jornalismo, Letras, Medicina, Medicina Veterinária, Nutrição, Pedagogia, Psicologia, Publicidade e Propaganda, Sistemas de Informação, Zootecnia e Odontologia) e possui Índice Geral de Cursos 4.
A segunda instituição de ensino superior mais antiga da cidade é a Faculdade Patos de Minas (FPM), privada, foi instalada em 2004. Atualmente oferece 17 cursos superiores de graduação (Administração, Biologia, Biomedicina, Ciências Contábeis, Educação Física, Enfermagem, Engenharia Civil, Engenharia de Produção, Engenharia Elétrica, Farmácia, Fisioterapia, Gastronomia, Matemática, Medicina Veterinária, Odontologia, Pedagogia e Psicologia), e possui um Índice Geral de Cursos 3.
. No contexto de expansão das instituições de ensino superior através do REUNI, a Universidade Federal de Uberlândia (UFU) instalou-se em 2010 na cidade. Com Índice Geral de Cursos 4, a instituição oferece em Patos de Minas três cursos: Biotecnologia, Engenharia de Alimentos e Engenharia Eletrônica e de Telecomunicações.
A mais recente instituição de ensino superior a iniciar suas atividade em Patos de Minas foi a Faculdade do Noroeste de Minas (Finom). Privada, foi instalada na cidade em 2011 e oferece atualmente três cursos: Engenharia Civil, Engenharia de Produção e Engenharia Elétrica. A instituição ainda não foi avaliada segundo o Índice Geral de Cursos.

### Comunicação
A cidade conta com uma emissora de TV, a NTV; cinco rádios FM, a Clube FM, a FM Liberdade, a Nossa FM, a Jovem Pan e a Educadora FM; duas rádios AM, a Clube AM e a Radiopatos; um semanário, a Folha Patense; e nove portais de notícias, o Patos Hoje, o Patos Notícias, o Clube da Notícia, o Patos Urgente, o Patos 1, o Patos Agora, o Patos em Destaque, o AG Esporte e o TV LUX.

### Transportes
Quatro rodovias federais (BR's) e uma estadual (MG) cortam o município de Patos de Minas.
| Rodovia | Início         | Término        | Acesso à Patos de Minas |
| ------- | -------------- | -------------- | --- |
| BR-365  | Montes Claros  | Uberlândia     | Liga a cidade ao Norte de Minas Gerais e ao Nordeste do Brasil, e ao Triângulo Mineiro, em especial Uberlândia |
| BR-146  | Patos de Minas | São Paulo      | Nasce próximo à comunidade de Santana de Patos e segue pelo Sul de Minas até o Estado de São Paulo. O trecho entre Patos de Minas e Araxá foi asfaltado nos últimos anos |
| BR-352  | Goiânia        | Pará de Minas  | O trecho entre a divisa GO/MG ainda não foi construído. A rodovia renasce em Patos de Minas, e segue em leito coincidente com a BR-354 até a região de Carmo do Paranaíba, onde muda de direção, passando pelos municípios de Tiros e Abaeté até chegar próximo à Região Metropolitana de Belo Horizonte. O trecho entre Arapuá e Abaeté, cortando a cidade de Tiros não é asfaltado. |
| BR-354  | Cristalina     | Rio de Janeiro | Seu leito entre Cristalina e Vazante é não pavimentado. De Vazante a Patos de Minas segue o leito coincidente com a MG-354, passando por Presidente Olegário. De Patos segue em leito coincidente com a BR-352 até Carmo do Paranaíba. De lá, segue sozinha até Luz, dando acesso a Belo Horizonte.                                                                                   |
| MG-354  | Vazante        | Patos de Minas | Nasce em Vazante e segue até Patos de Minas em leito coincidente com a BR-354. É muito usada para o acesso a Presidente Olegário e como parte do caminho para Brasília. |

A cidade conta ainda com um terminal rodoviário no qual operam linhas para diversas cidades do país:
- Gontijo: Belo Horizonte, Uberaba, Araxá, São Gotardo, Varjão de Minas, São Gonçalo do Abaeté, Três Marias, Pirapora, Goiânia, São José do Rio Preto, Bom Jesus da Lapa, Vitória da Conquista, Feira de Santana, Aracaju, Maceió e Recife.
- São Cristóvão: Uberlândia, Araguari, Monte Carmelo, Paracatu, Unaí, João Pinheiro, Brasilândia de Minas, Cristalina, Luziânia e Brasília.
- Expresso de Luxo: Lagoa Formosa e Carmo do Paranaíba.
- Santa Rita: Presidente Olegário e Lagoa Grande.
- União: Palmas, Caldas Novas, Uberlândia, Uberaba, Guimarânia, Patrocínio, Pirapora, Montes Claros e Rio de Janeiro.
- Leãozinho: Coromandel.
- Continental: Franca, Ribeirão Preto, Campinas e São Paulo.
- Expresso Adamantina: São Paulo, Ribeirão Preto e Campinas

Desde dezembro de 2022, o Aeroporto de Patos de Minas tem voos comerciais com a rota Patos de Minas - Belo Horizonte/Confins, operada pela companhia Azul.

## Parceria Público-Privada (PPP) - Usina Solar Fotovoltaica
A administração municipal de Patos de Minas firmou uma Parceria Público-Privada (PPP) para a instalação de uma usina solar fotovoltaica, visando atender à demanda energética dos prédios públicos e reduzir significativamente os gastos com energia. O projeto promove economia aos cofres públicos e avança na sustentabilidade local, com a implantação, operação e manutenção de uma microusina solar fotovoltaica de 2,1 MW de potência nominal por ano. Esse contrato representa um marco para a administração, sendo o primeiro desse tipo firmado pela prefeitura. O projeto foi desenvolvido em parceria com o Instituto de Planejamento e Gestão de Cidades (IPGC).

## Esportes
O futebol é o principal esporte da cidade, com o basquete vindo em segundo lugar. A União Recreativa dos Trabalhadores, e Esporte Clube Mamoré são as duas equipes de futebol profissional da cidade, figurando entre os grandes da elite mineira. No futebol amador se destacam o Paranaíba; o Clube Atlético Olaria, do Bairro Rosário e o Vila Esporte Clube, do Bairro Vila Garcia. As escolinhas de futebol mais importantes da cidade são essas, juntamente com a do PTC e do Caiçaras Country Club, principais clubes recreativos da cidade.
O desporto em todas as suas esferas é coordenado pela Liga Patense de Desportos (LPD). Também merecem destaque a importância que vem ganhando alguns esportes como o mountain bike e o motocross. As instituições de ensino também realizam um trabalho com os estudantes e todos os anos são realizados os JOJU - Jogos da Juventude. Em 2006 a cidade sediou as finais do JIMI - Jogos do Interior de Minas, e os JUEMG - Jogos Universitários do Estado de Minas Gerais, que foram realizados no Unipam.

## Célebres patenses
- Antônio Andrade
- Antônio Carlos de Almeida Castro
- Arlindo Porto Neto
- Augusto Silveira de Carvalho
- Autran Dourado
- Bernardo Rubinger de Queiroz
- Carmo Bernardes
- Elmiro Alves do Nascimento
- Fernando Diniz Silva
- Geraldo Magela
- Leopoldo Dias Maciel
- Luiz Fernando Machado
- Lysâneas Maciel
- Paulo Piau
- Renner Reis